# Château Frontenac
A Château Frontenac a kanadai Québec város központjában található kastély és luxusszálloda, mely a település fő turisztikai látványosságának számít.
Az épület 1981-ben felkerült a Kanadai Nemzeti Történelmi Emlékhelyek listájára. Az épület helyén korábban a Château Haldimand, a brit gyarmati kormányzó székhelye állt.

## Története

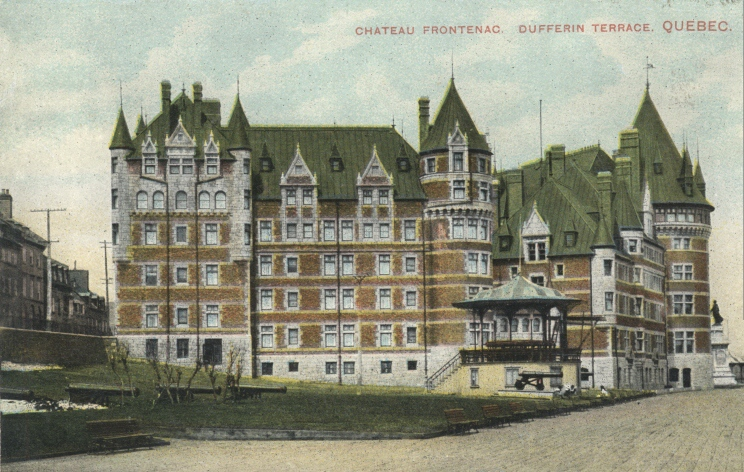
A hotel kibővítés előtti képe egy 1910 körüli képeslapon

A luxusszállodát 1893-ban, Bruce Price amerikai építész tervei alapján historizáló építészeti stílusban (neogótikus és neoreneszánsz elemek felhasználásával) építették. A megrendelő a Canadian Pacific Railway vasúttársaság volt, mely ebben az időben építette ki a Canadian Pacific Hotels szállodaláncát. Az épületet többször átalakították. A központi tornya 1926-ban épült fel William Sutherland Maxwell tervei alapján.
Nevét Louis de Buade, Frontenac és Palluau grófjáról, Új-Franciaország legjelentősebb kormányzójáról kapta, aki a közeli Citadellát is építtette a 17. század végén.
1943-ban és 1944-ben a szálloda adott otthont a Québec-i konferenciáknak, melyeken a szövetségesek, többek között a normandiai partraszállás terveit is kidolgozták.
2001 óta a szálloda a kanadai Fairmont Hotels and Resorts szállodalánc részét képezi.
2011-ben megkezdték a fedél rézborításának kicserélését, melyet a tetőt ábrázoló hatalmas képpel takartak el.

## Érdekességek
- 1953-ban Alfred Hitchcock itt forgatta Meggyónom (I Confess) című filmjét, Montgomery Clift és Anne Baxter főszereplésével.
- A Château Frontenac a világ egyik leggyakrabban fotózott hoteljának számít.[2]

## Galéria

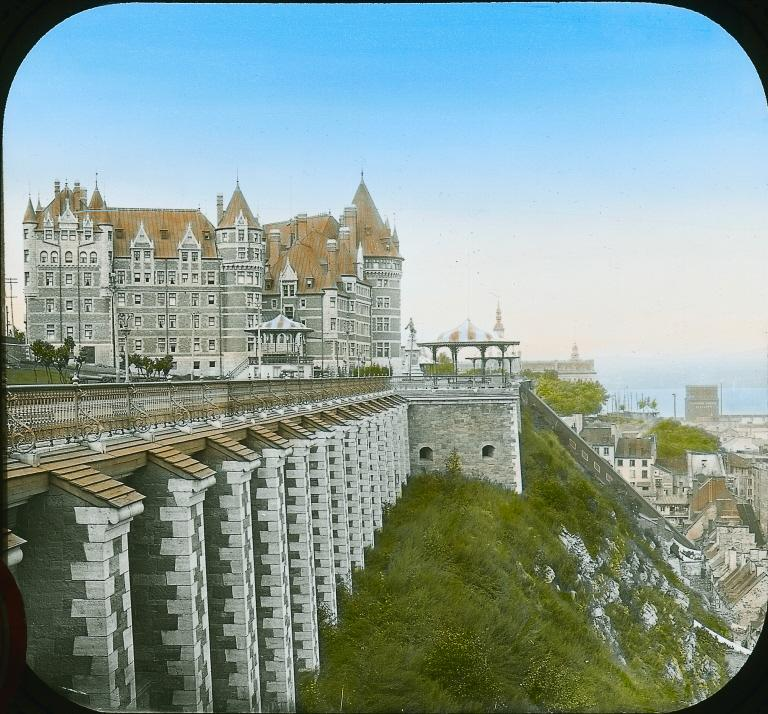
A szálloda 1895 körül
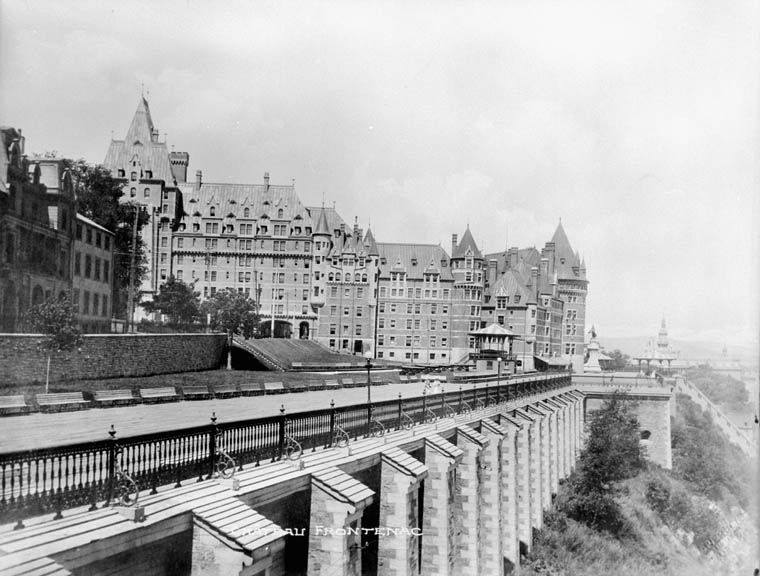
1900 és 1925 között, a központi torony építésekor
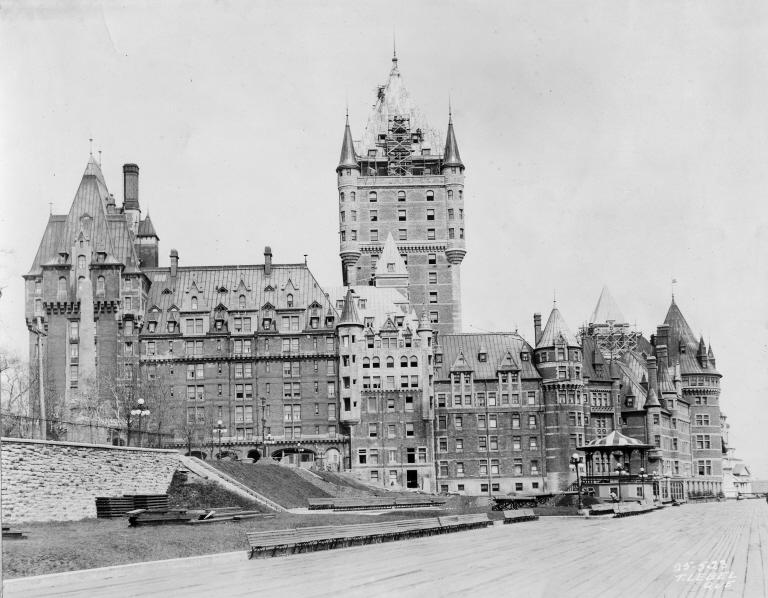
Az új torony építése, 1922-1923
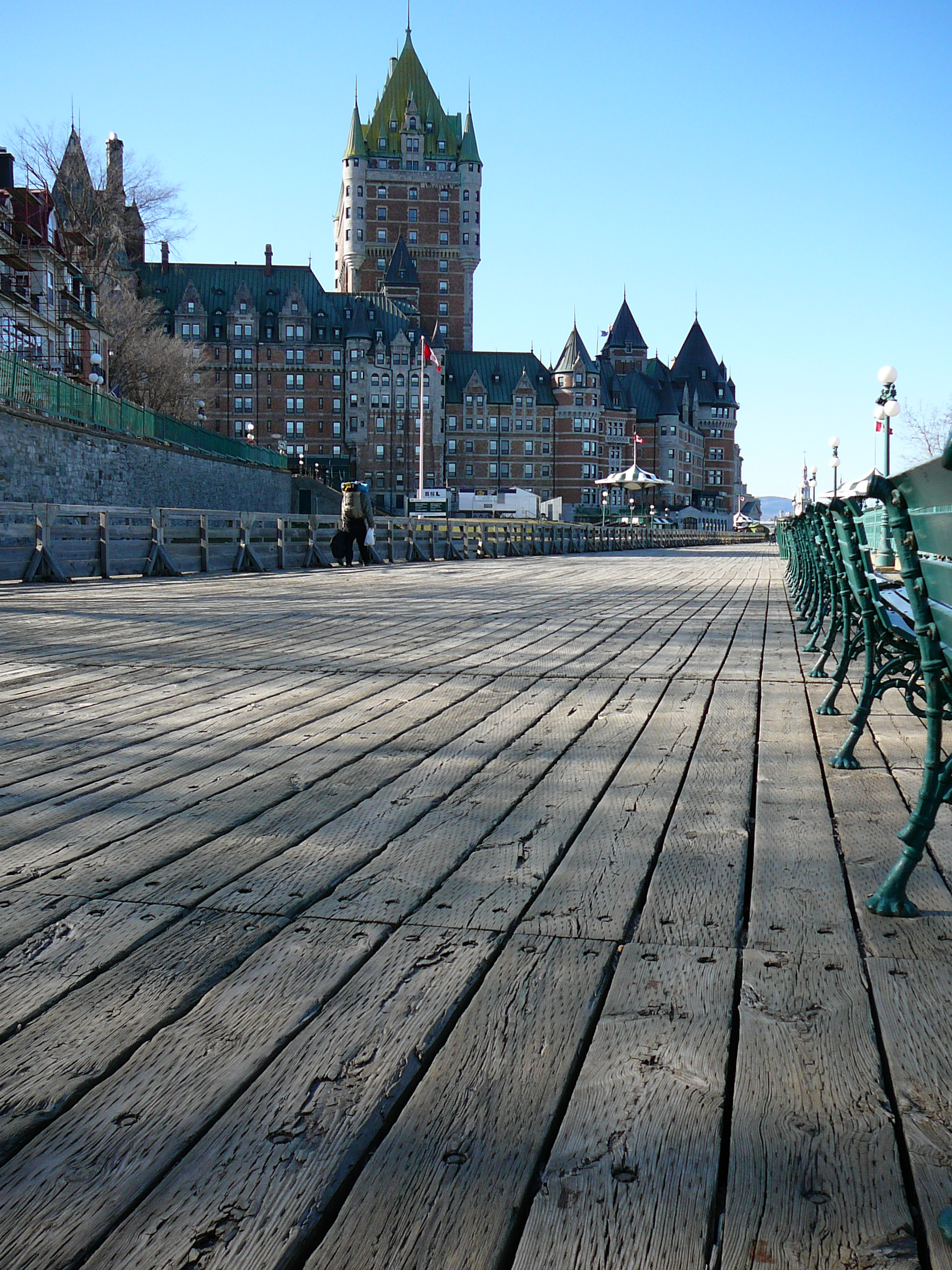
A szálloda a Terrasse Dufferin felől nézve
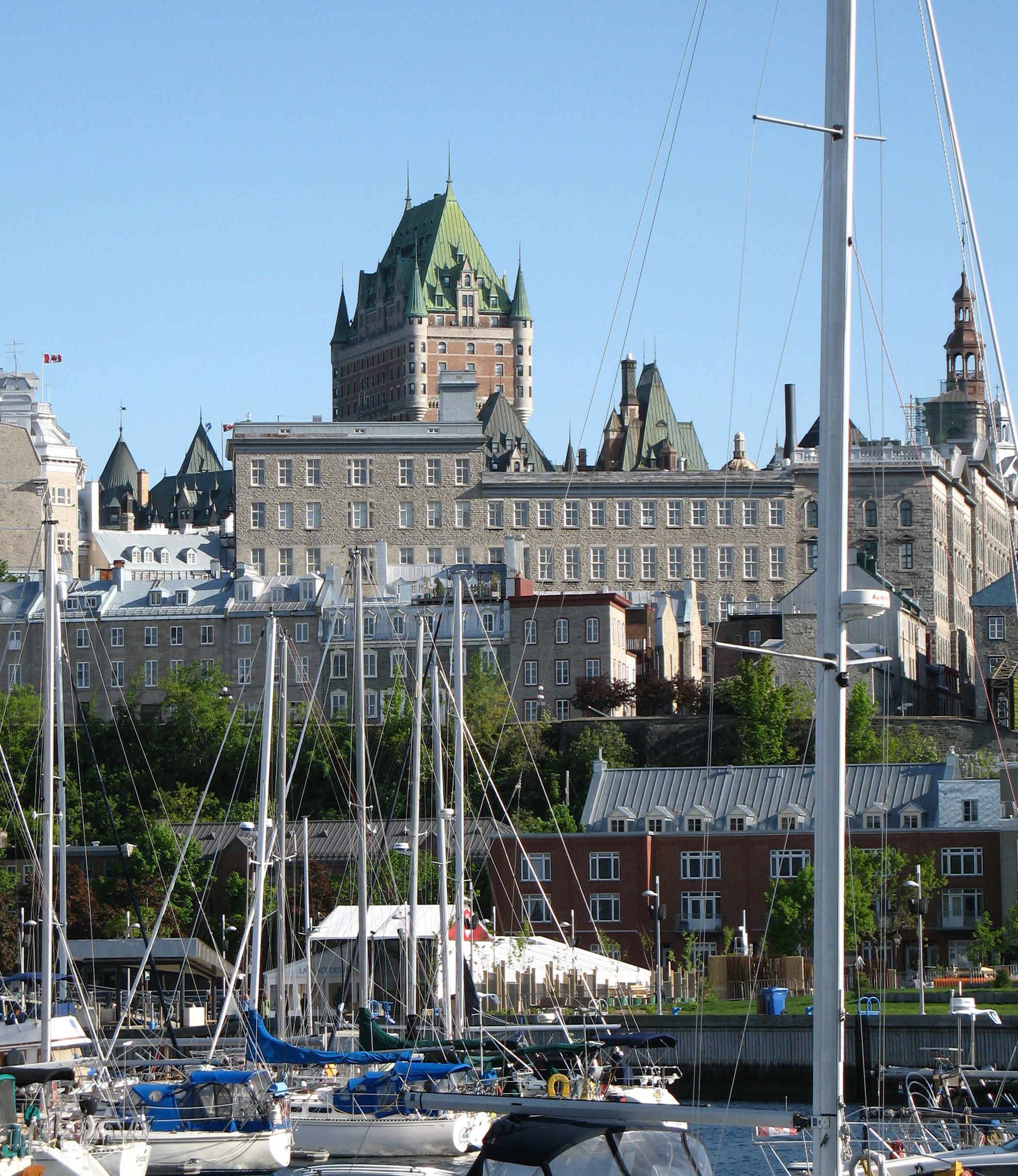
A folyó és a jachtkikötő felől nézve
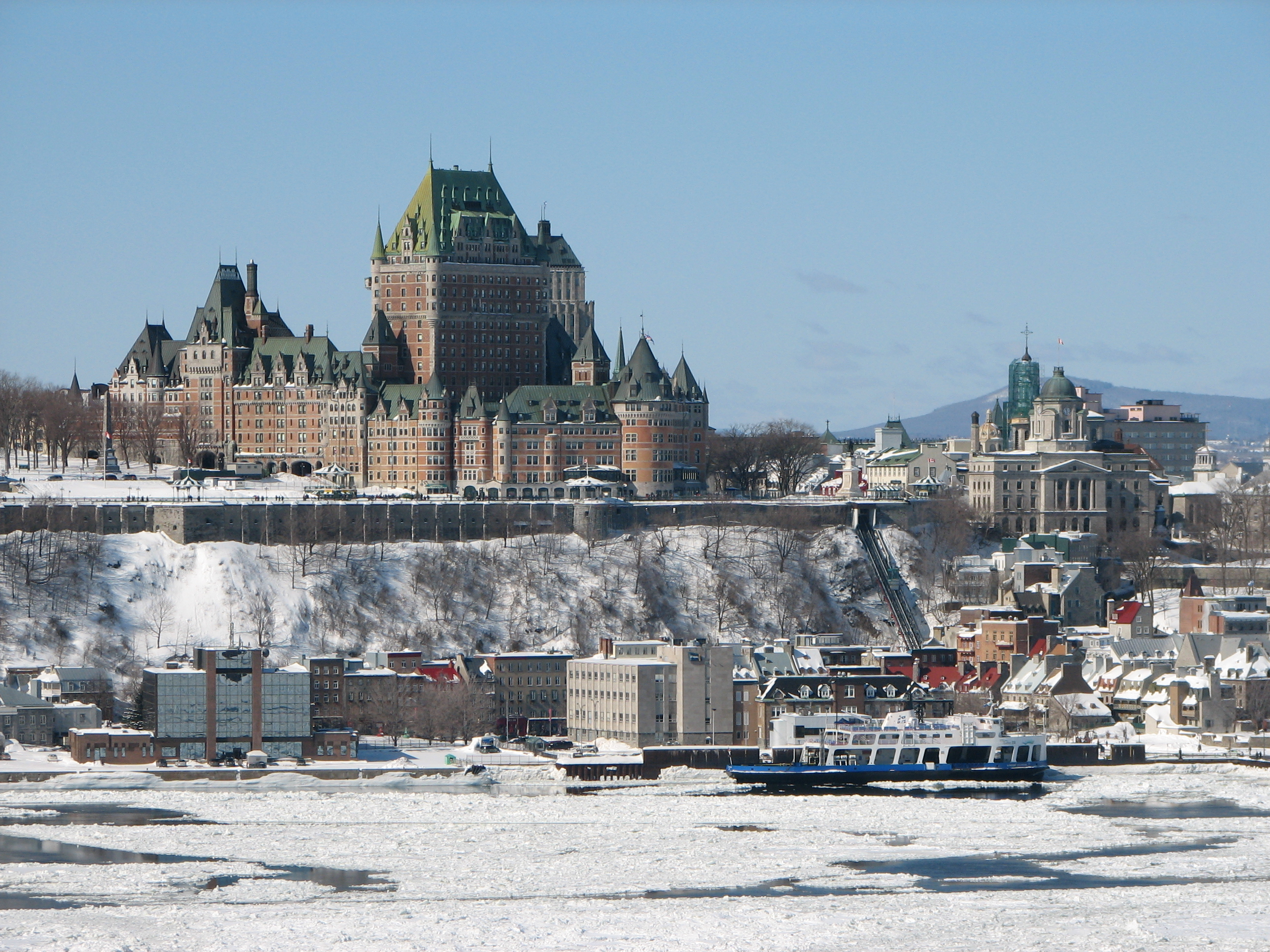
A Château Frontenac Lévis városából nézve
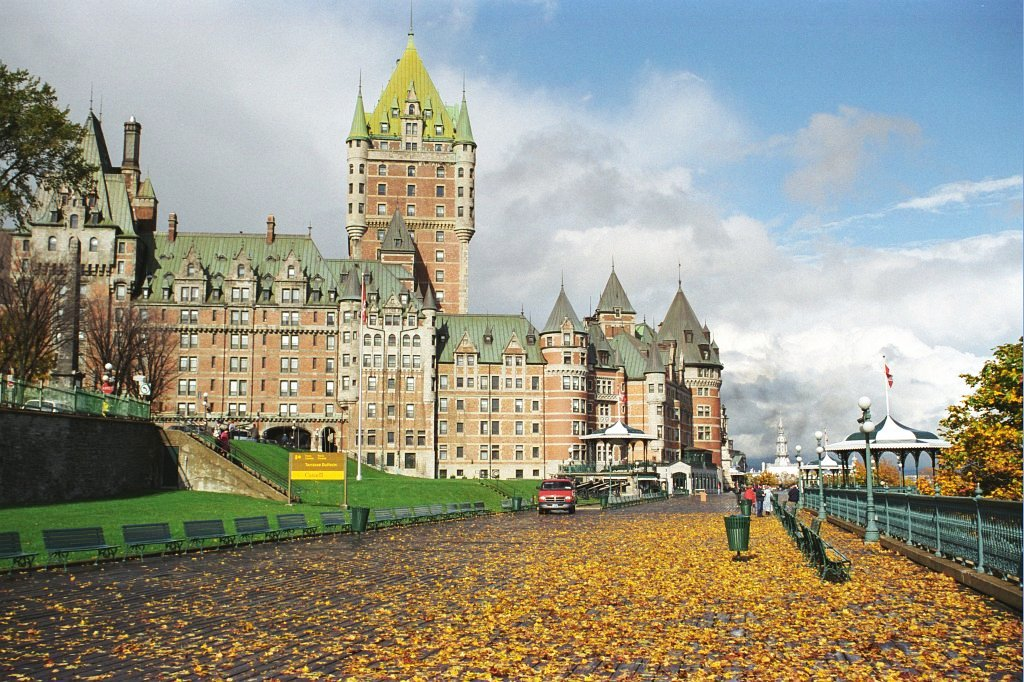
A Château Frontenac ősszel
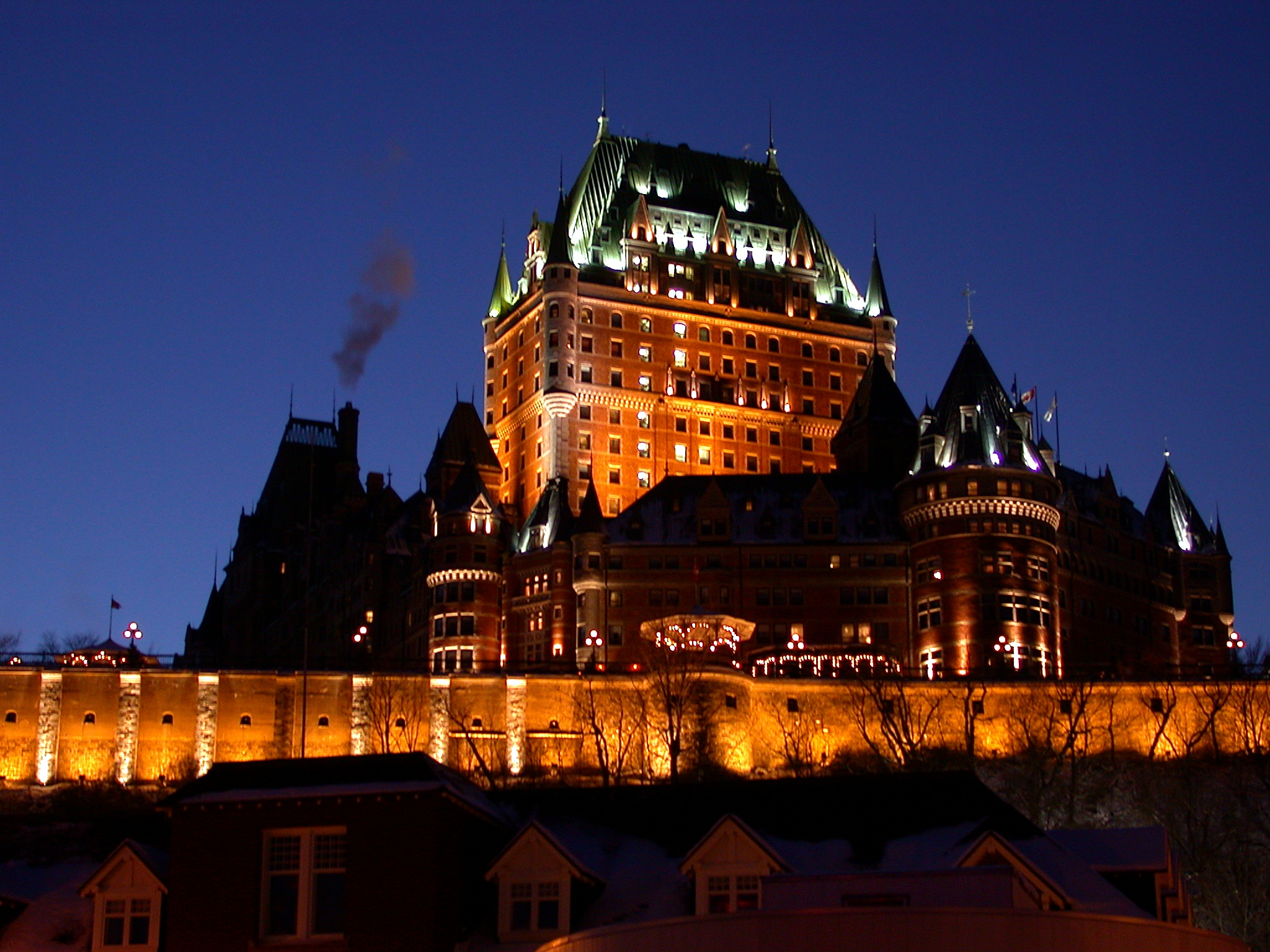
A Château Frontenac éjszakai megvilágításban
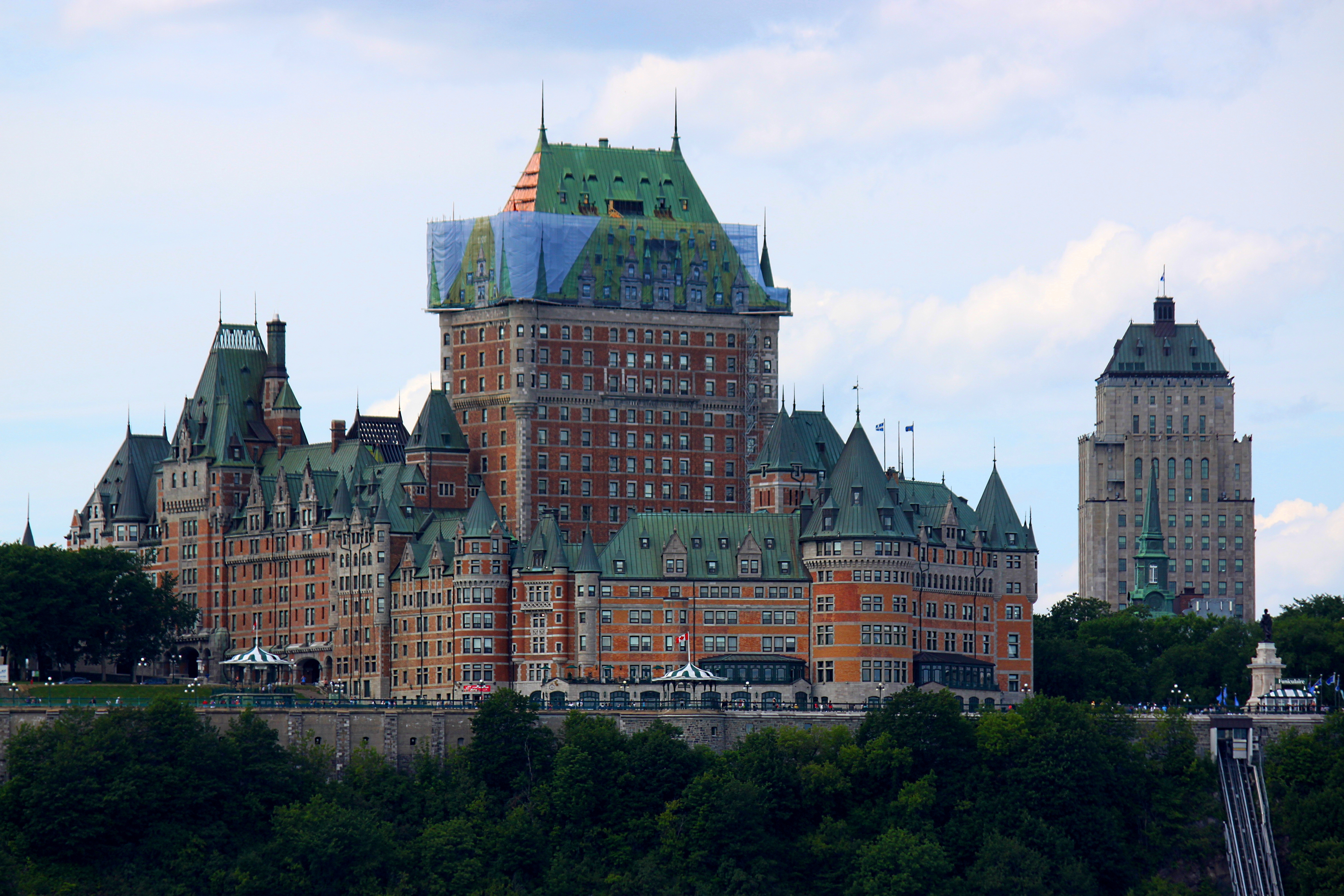
A Château Frontenac 2011 júliusában, a tető javítása közben

## Fordítás
- Ez a szócikk részben vagy egészben  a   Château Frontenac című német Wikipédia-szócikk ezen változatának fordításán alapul.  Az eredeti cikk szerkesztőit annak laptörténete sorolja fel. Ez a jelzés csupán a megfogalmazás eredetét és a szerzői jogokat jelzi, nem szolgál a cikkben szereplő információk forrásmegjelöléseként.
- Ez a szócikk részben vagy egészben  a   Château Frontenac című angol Wikipédia-szócikk ezen változatának fordításán alapul.  Az eredeti cikk szerkesztőit annak laptörténete sorolja fel. Ez a jelzés csupán a megfogalmazás eredetét és a szerzői jogokat jelzi, nem szolgál a cikkben szereplő információk forrásmegjelöléseként.
- Ez a szócikk részben vagy egészben  a   Château Frontenac című francia Wikipédia-szócikk ezen változatának fordításán alapul.  Az eredeti cikk szerkesztőit annak laptörténete sorolja fel. Ez a jelzés csupán a megfogalmazás eredetét és a szerzői jogokat jelzi, nem szolgál a cikkben szereplő információk forrásmegjelöléseként.